# قره‌داغی‌ها
قره‌ داغی ‌‌‌ها، گروهی از مردمان ترک هستند که در منطقه آذربایجان و جمهوری آذربایجان و به ویژه در منطقه قره داغ(ارسباران) سکونت دارند. این مردمان شاخه ای از قبایل بیست و چهارگانه از تُرکان اوغوز از طایفه بیگدلی هستند.
دانشنامه بزرگ شوروی این قومیت را از شاخه‌های ترک های اوغوز دسته‌بندی کرده‌بود. از افراد سرشناس این تبار می توان به علی قره‌داغی، دکتر مجید قره‌داغی، پروفسور کاتب قره‌داغی، دکتر میلاد قره‌داغی(مولائی)استاد معین قره‌داغی اشاره نمود . حدود یک سوم یعنی ۳۰ درصد این افراد به شهر های تهران ، باکو ، بیلقان و کرج  مهاجرت کرده اند.

## دین و نژاد
اهالی منطقه ی قره داغ، عموماً مسلمان و شیعه مذهب هستند؛ همچنین در برخی روستاهای منطقه ی گرمادوز قره داغ عده‌ای از اهل حق ساکنند که بقایای ایل شاملو قزلباش هستند. در گذشته جمعی از ارامنه ی مسیحی نیز در مناطق شمال غربی قره داغ ساکن بوده اند که در دو قرن اخیر به کشور ارمنستان کوچ کرده اند.